# Cedrim
Cedrim is een plaats (freguesia) in de Portugese gemeente Sever do Vouga en telt 995 inwoners (2001).